# August Pelsmaeker
August Pelsmaeker, est un footballeur  et entraîneur belge, né le 15 novembre 1899 à Anvers (Belgique).
Il a été défenseur au Beerschot AC avec lequel il a remporté cinq fois le championnat de Belgique.
Il a joué quatre matches avec les Diables Rouges dont une participation aux jeux olympiques de 1924.

## Palmarès
- International de 1920 à 1925 (4 sélections)
- Participation aux Jeux Olympiques en 1924 (1 match)
- Champion de Belgique en 1922, 1924, 1925, 1926 et 1928 avec le Beerschot AC